# Crustodontia
Crustodontia Hjortstam & Ryvarden – rodzaj grzybów z rodziny strocznikowatych (Meruliaceae).

## Charakterystyka
Grzyby kortycjoidalne o owocniku rozpostartym, rozproszonym, ściśle przylegającym, o konsystencji od twardej do kruchej. Hymenofor gładki, guzkowaty do wyraźnie odontoidalnego, zwykle złoty do morelowożółtego, brzegi przerzedzone, zwykle żółtawe. Pod działaniem KOH część owocnika natychmiast zmienia kolor na czerwonawy. System strzępkowy monomityczny, strzępki ze sprzążkami, cienkościenne do średnio grubościennych. W dolnej części subikulum obserwowano bardzo małe i trudne do wykrycia strzępki łącznikowe. Cystydy często liczne, początkowo kulisto-szypułkowe, później przeważnie brzuchate do brzuchato-dzióbkowatych, gładkie lub z inkrustowanymi wierzchołkami. Podstawki krótko maczugowate, szkliste z 4 sterygmami. Bazydiospory wąsko elipsoidalne do cylindrycznych, gładkie, cienkościenne, nieamyloidalne, niecyjanofilne.
Crustodontia jest blisko spokrewniona z Phlebia, ale różni się guzkowatym owocnikiem, który pod działaniem KOH zmienia barwę na czerwoną, małymi, brzuchatymi cystydami i małymi bazydiosporami. Ponadto w dolnej części znajdują się włóknopodobne mikro strzępki łącznikowe. Dane molekularne również umieszczają Crustodontia w strocznikowatych Meruliaceae, blisko innych grzybów kortycjoidalnych z rodzaju Phlebia.

## Systematyka i nazewnictwo
Pozycja w klasyfikacji według Index Fungorum: Meruliaceae, Polyporales, Incertae sedis, Agaricomycetes, Agaricomycotina, Basidiomycota, Fungi.
Gatunki:
- Crustodontia chrysocreas (Berk. & M.A. Curtis) Hjortstam & Ryvarden 2005 – tzw. żylak żółtobrązowy
- Crustodontia nigrodontea (C.L. Zhao & R.X. Huang) C.C. Chen & Sheng H. Wu 2021
- Crustodontia rhododendri C.L. Zhao 2023[3]
- Crustodontia taiwanensis C.C. Chen & Sheng H. Wu 2021
- Crustodontia tongxiniana (C.L. Zhao) C.C. Chen & Sheng H. Wu 2021

Wykaz gatunków i nazwy naukowe na podstawie Index Fungorum. Nazwy polskie według Władysława Wojewody.